# フアン・ラリオス
フアン・ラリオス・ロペス（Juan Larios López, 2004年1月12日 - ）は、スペイン・アンダルシア州セビリア県トマレス出身のプロサッカー選手。プレミアリーグ・サウサンプトンFC所属。ポジションはDF。

## クラブ経歴
地元のセビージャFCのカンテラを経て、12歳の時にFCバルセロナの育成組織ラ・マシアに入所。早くから『ジョルディ・アルバの後継者』として注目され、2019年末には早くもマンチェスター・シティFC入りが噂される。翌年マンチェスター・シティFCのユースチームに加入。以降U-18ユースリーグやU-23リーグ (プレミアリーグ2)でプレー。
2022年9月1日、サミュエル・エドジー、ギャヴィン・バズヌ、ロメオ・ラヴィアらと共にサウサンプトンFCと契約。5年契約を締結した。